# Schloss Gleißenberg
Das Schloss Gleißenberg ist ein abgegangenes Wasserschloss in Gleißenberg, einem Gemeindeteil der Marktgemeinde Burghaslach im Landkreis Neustadt a.d. Aisch-Bad Windsheim. Das Schloss befand sich ca. 50 m nordöstlich der Jakobus-Kirche auf der sogenannten Schlosswiese. Von der Schlossanlage hat sich nichts erhalten.

## Geschichte
1303 bis 1313 wird ein Wolframus de Glizzenberg im Würzburger Lehnsbuch erwähnt. Anfang des 15. Jahrhunderts kommt Gleißenberg mit dem Schloss als Brandenburg-Ansbacher Lehen an die Rieter von Kornburg. Im 16. Jahrhundert fiel das Schloss heim und ging über mehrere Besitzer an die von Grumbach, die es von 1548 bis 1682 hielten. Nach Zerstörung im Dreißigjährigen Krieg errichteten sie das Schloss 1658/59 neu. In Folge des Tods Karl Christophs von Grumbach verkaufte Brandenburg-Ansbach das Schloss an Johann Ulrich von Dangrieß. Das Schloss fiel 1754 abermals nach dem Tod des Carl Ludwig von Dangrieß an Brandenburg-Ansbach heim. 1778 erwarben die Grafen Castell das Rittergut Gleißenberg. 1853 wurde das Schloss Gleißenberg wegen Baufälligkeit abgetragen.

## Beschreibung der Anlage
Von der Anlage vor dem Dreißigjährigen Krieg hat sich eine Abbildung aus dem Jahr 1444 erhalten. Dort ist ein Wasserschloss in Form eines zweistöckigen Fachwerkbaus abgebildet, umgeben von einem Mauerring und einem Graben.
Das 1658 erbaute Schloss wurde 1833 als in einem breiten Wassergraben stehendes Quadrat beschrieben, welches aus vier Flügeln besteht und durch eine Steinbrücke mit dem Dorf verbunden ist. Am Nordflügel befanden sich zwei runde Ecktürme.
Das Schlossgelände ist durch das Bayerische Landesamt für Denkmalpflege  als Bodendenkmal unter der Nummer D-5-6229-0048 geschützt.